# Asthenodipsas
Asthenodipsas (лат.) — род змей из семейства Pareidae.

## Описание
Туловище покрыто 15 рядами гладких чешуй. Чешуи вдоль хребта увеличенные, имеют шестиугольную форму и рёбрышки. Голова отделена от шеи, морда тупая. Скуловых щитка один или два. Предглазничный и подглазничный щитки отсутствуют. Надглазничные щитки могут сливаться с заглазничными. Передних височных щитка два. Анальный щиток один. Подхвостовые щитки парные.

## Ареал
Представители рода распространены в Сундаланде на территории полуострова Малакка (южный Таиланд, западная Малайзия) и на Больших Зондских островах (Суматра, Ява и Калимантан).

## Виды
Включает 9 видов. В статье Пояркова с соавторами в роде было выделено два подрода:
- подрод Asthenodipsas Peters, 1864
  - Asthenodipsas borneensis Quah, Grismer, Lim, Anuar & Chan, 2020
  - Asthenodipsas ingeri Quah, Lim & Grismer, 2021
  - Asthenodipsas jamilinaisi Quah, Grismer, Lim, Anuar & Imbun, 2019
  - Asthenodipsas laevis (Boie, 1827)
  - Asthenodipsas malaccana Peters, 1864typus
  - Asthenodipsas stuebingi Quah, Grismer, Lim, Anuar & Imbun, 2019
- подрод Spondylodipsas Poyarkov, Nguyen TV & Vogel, 2022
  - Asthenodipsas lasgalenensis Loredo, Wood, Quah, Anuar, Greer, Ahmad & Grismer, 2013
  - Asthenodipsas tropidonota (Lidth de Jeude, 1923)
  - Asthenodipsas vertebralis (Boulenger, 1900)